# World Grand Prix
World Grand Prix est un jeu vidéo de Formule 1 sorti en 1986 sur Master System.

## Système de jeu
Le joueur doit se battre contre la montre. Il double ainsi ses adversaires mais aucun classement n'est effectué.
Un mode de jeu permet d'éditer soi-même le circuit avant de le tester.